# Стивенсон 2
Стивенсон 2 (англ. Stephenson 2, RSGC2) — молодое массивное рассеянное скопление в Млечном Пути. Открыто в 1990 году по данным, полученным в рамках глубоко инфракрасного обзора неба. Скопление находится в направлении созвездия Щита на расстоянии около 6 кпк от Солнца. Вероятно, скопление находится на пересечении северного края длинного бара и внутренней части рукава Щита-Центавра. Названо в честь астронома Чарльза Брюса Стивенсона.
Было подтверждено, что 26 красных сверхгигантов являются представителями скопления, причём это количество превышает населённость сверхгигантами других скоплений. Недавнее исследование позволило обнаружить около 80 красных сверхгигантов на луче зрения со скоплением Стивенсон 2, примерно 40 из них обладает лучевыми скоростями, сопоставимыми со скоростями объектов скопления. Тем не менее, эти звёзды распределены по большей площади, чем это характерно для объектов скоплений, образуя протяжённую звёздную ассоциацию по аналогии с объектами скопления RSGC3.
Возраст скопления Стивенсон 2 оценивается в 14–20 миллионов лет. Наблюдаемые красные сверхгиганты с массами около 12–16 масс Солнца являются звёздами-предшественниками взрывов сверхновых II типа. Скопление в большой степени закрыто пылью и не наблюдается в видимом свете. Оно находится близко к других группам красных сверхгигантов, таких как RSGC1, RSGC3 и Аликанте 8. Масса рассеянного скопления оценивается в  30–50 тысяч масс Солнца, это одно из крупнейших рассеянных скоплений в Галактике.